# Corpus de Sangre

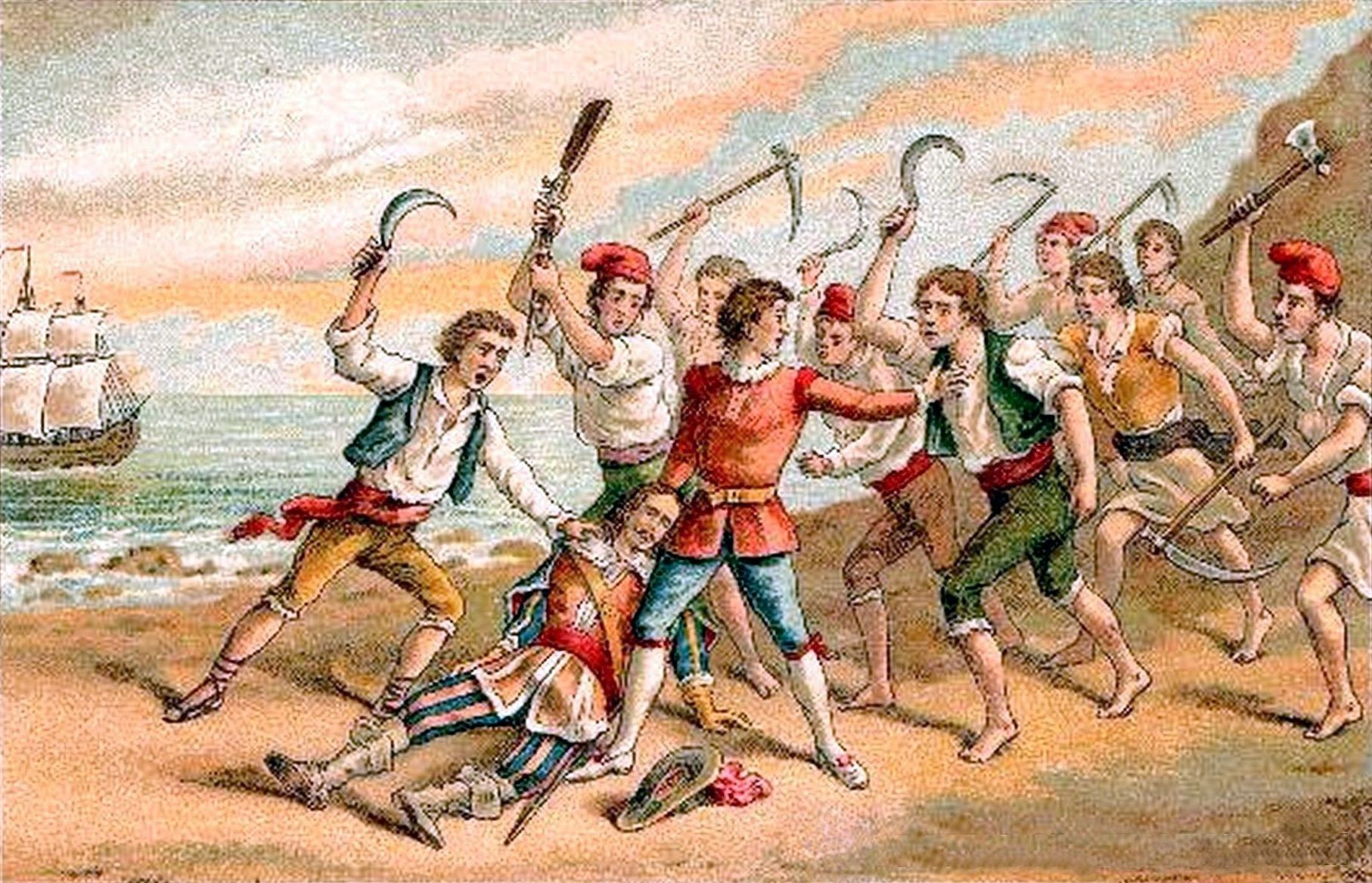
El Corpus de Sang, de H.Miralles (1910).

El Corpus de Sangre fue una asonada protagonizada en San Andrés de Palomar el 7 de junio de 1640 por un numeroso grupo de segadores, con la connivencia de una buena parte de la población local. Un pequeño incidente en la Calle Ancha entre un grupo de segadores y algunos soldados castellanos, en el cual un segador quedó malherido, precipitó la revuelta.
El año 1640 fue un año decisivo y de graves consecuencias, sobre todo a partir del mes de mayo, en el que se produciría un alzamiento generalizado de toda la población de los condados catalanes contra la movilización y permanencia en la región de los tercios del ejército real (enviados a Cataluña a causa de la guerra con Francia en 1635) y contra la pretensión de que fueran alojados dentro de las poblaciones. Algunas se negaron a abrir las puertas, como San Feliu de Pallarols o Santa Coloma de Farnés, donde fue enviado el alguacil Montrodon para llevar a cabo la instalación de los soldados. En la resistencia de los vecinos el alguacil encontró la muerte. La represalia llevada a cabo por los tercios en Riudarenas (3 de mayo) y en Santa Coloma de Farnés (14 de mayo) desencadenaría un rápido alzamiento armado de vecinos y campesinos que, de las comarcas gerundenses, se extendió hacia el Ampurdán, hacia el Vallés y hacia Osona y el Ripollés.
«¡Viva la fe de Cristo!», «¡Viva la tierra, muera el mal gobierno!» fueron los lemas de los segadores que originaron la revuelta popular del 7 de junio de 1640, día conocido como el Corpus de Sangre.

88. Señalábase entre todos los sediciosos uno de los segadores, hombre facineroso y terrible, al qual queriendo prender por haberle conocido un ministro inferior de la justicia, hechura y oficial del Monredon (de quien hemos dicho), resultó de esta contienda ruido entre los dos: quedó herido el segador, á quien ya socorría gran parte de los suyos. Esforzábase más y más uno y otro partido, empero siempre ventajoso el de los segadores. Entonces algunos de los soldados de milicia que guardaban el palacio del Virey, tiráron hácia el tumulto, dando á todos mas ocasión que remedio. Á este tiempo rompían furiosamente en gritos: unos pedían venganzas, otros más ambiciosas apellidaban la libertad de la patria: aquí se oia viva Cataluña y los Catalanes: allí otros clamaban: muera el mal gobierno de Felipe. Formidables resonáron la primera vez estas cláusulas en los recatados oídos de los prudentes; casi todos los que no las ministraban, las oian con temor, y los más no quisieran haberlas oído. La duda, el espanto, el peligro, la confusión, toda era uno: para todo había su acción, y en cada qual cabían tan diferentes efectos; solo los ministros Reales y los de la guerra lo esperaban iguales en el zelo. Todos aguardaban por instantes la muerte (el vulgo furioso pocas veces pára sino en sangre), muchos sin contener su enojo servían de pregon al furor de otros, este gritaba quando aquel hería, y este con las voces de aquel se enfurecía de nuevo. Infamaban los Españoles con enormísimos nombres, buscábanlos con ansia y cuidado, y el que descubría y mataba, ese era tenido por valiente, fiel y dichoso.
Francisco Manuel de Melo, escritor y cronista.

Los disturbios se producirían en Barcelona durante los días siguientes. El balance se cerró con un total de entre 12 y 20 muertes, mayoritariamente funcionarios reales. La muerte del virrey de Cataluña, el conde de Santa Coloma, marcó sin embargo, un punto de inflexión en la ruptura entre Cataluña y la Monarquía y precipitó el inicio de la «Guerra de los Segadores».